# Margrét Jónsdóttir
Margrét Jónsdóttir (* 1893 auf dem Bauernhof Árbær í Holtum, Island; † 1971 in Reykjavík, Island) war eine isländische Schriftstellerin.

## Leben
Die Schriftstellerin Margrét Jónsdóttir wurde im Jahre 1893 auf dem Hof Árbær í Holtum im Süden Islands unweit des Wasserfalls  Árbæjarfoss im Fluss Ytri-Rangá geboren. Ihre Mutter war Stefanía Jónsdóttir vom Hof Skjalþingsstadir im Vopnafjörður, ihr Vater Jón Gunnlaugur Sigurðsson, der damals Gemeindeschreiber in Rangárþing war.
Das Mädchen wuchs bei der Mutter auf, die auf verschiedenen Bauernhöfen im Süden Islands arbeitete. Margrét besuchte von 1910 bis 1912 die Kvennaskóli (Frauenschule) in Reykjavík. Später ging sie auf die Pädagogische Hochschule und schloss das Studium 1926 ab. Danach studierte sie auch noch in Dänemark und Schweden. Außerdem hatte sie schon von 1912 bis 1918 bei verschiedenen Familien auf Reykjanesskagi und in der Gegend des  Borgarfjörður, Westisland, als Privatlehrerin gearbeitet, später auch in Reykjavík als Sekretärin und Sachbearbeiterin. Nach ihrer Abschlussprüfung wirkte sie als Lehrerin in Reykjavík, ab 1944 als Museumswärterin im Nationalmuseum. Ab 1959 war sie Hausfrau in Reykjavík. Sie beteiligte sich rege am Gesellschaftsleben, setzte sich für Kinderschutz ein und für Lehrer und Gewerkschaften.
Sie veröffentlichte zahlreiche Artikel in Zeitungen und Zeitschriften.
Sie starb im Alter von 78 Jahren 1971 in Reykjavík.

## Werk
Schon früh schrieb Margrét Jónsdóttir Artikel und Gedichte. Sie gab z. B. die Kinderzeitung Æskan heraus (1928–1942), für die sie auch viele Texte verfasste. Sie schrieb zahlreiche literarische Texte, Gedichte, Lieder und Theaterstücke für Kinder. Zudem übersetzte sie zahlreiche Kinderbücher.
Außerdem aber schrieb sie immer wieder Gedichte für Erwachsene. Ihr erster Lyrikband Við fjöll og sæ erschien 1915. Etliche weitere Gedichtbände folgten.
Ihr vermutlich bekanntestes Gedicht ist das auch als Lied sehr beliebte Ísland er land þitt.

## Werkverzeichnis

### Kinderbücher
- Geira glókollur

### Lyrik
- Við fjöll og sæ (1915)
- Laufvindar blása
- Meðan dagur er
- Í vökulok
- Ný ljóð